# Ruta Estatal de Nevada 602
La Ruta Estatal de Nevada 602, y abreviada SR 602 (en inglés: Nevada State Route 602) es una carretera estatal estadounidense ubicada en el estado de Nevada. La carretera inicia en el Norte desde la Bonanza Road in Las Vegas hacia el Sur en la Stewart Avenue in Las Vegas. La carretera tiene una longitud de 0,4 km (0.253 mi).

## Mantenimiento
Al igual que las autopistas interestatales, y las rutas federales y el resto de carreteras estatales, la Ruta Estatal de Nevada 602 es administrada y mantenida por el Departamento de Transporte de Nevada por sus siglas en inglés Nevada DOT.

## Cruces
La Ruta Estatal de Nevada 602 es atravesada principalmente por la  I 515  US 93  US 95 .